# Vrch Káčov
Přírodní památka Vrch Káčov byla vyhlášena v roce 1953 a nachází se těsně u vsi Sychrov v okrese Mladá Boleslav ve Středočeském kraji. Důvodem ochrany je skalní útvar vulkanického původu s kontaktními metamorfovanými horninami a nejbližší okolí v severozápadní části stejnojmenného vrchu. Chráněné území je v péči Krajského úřadu Středočeského kraje.

## Popis oblasti

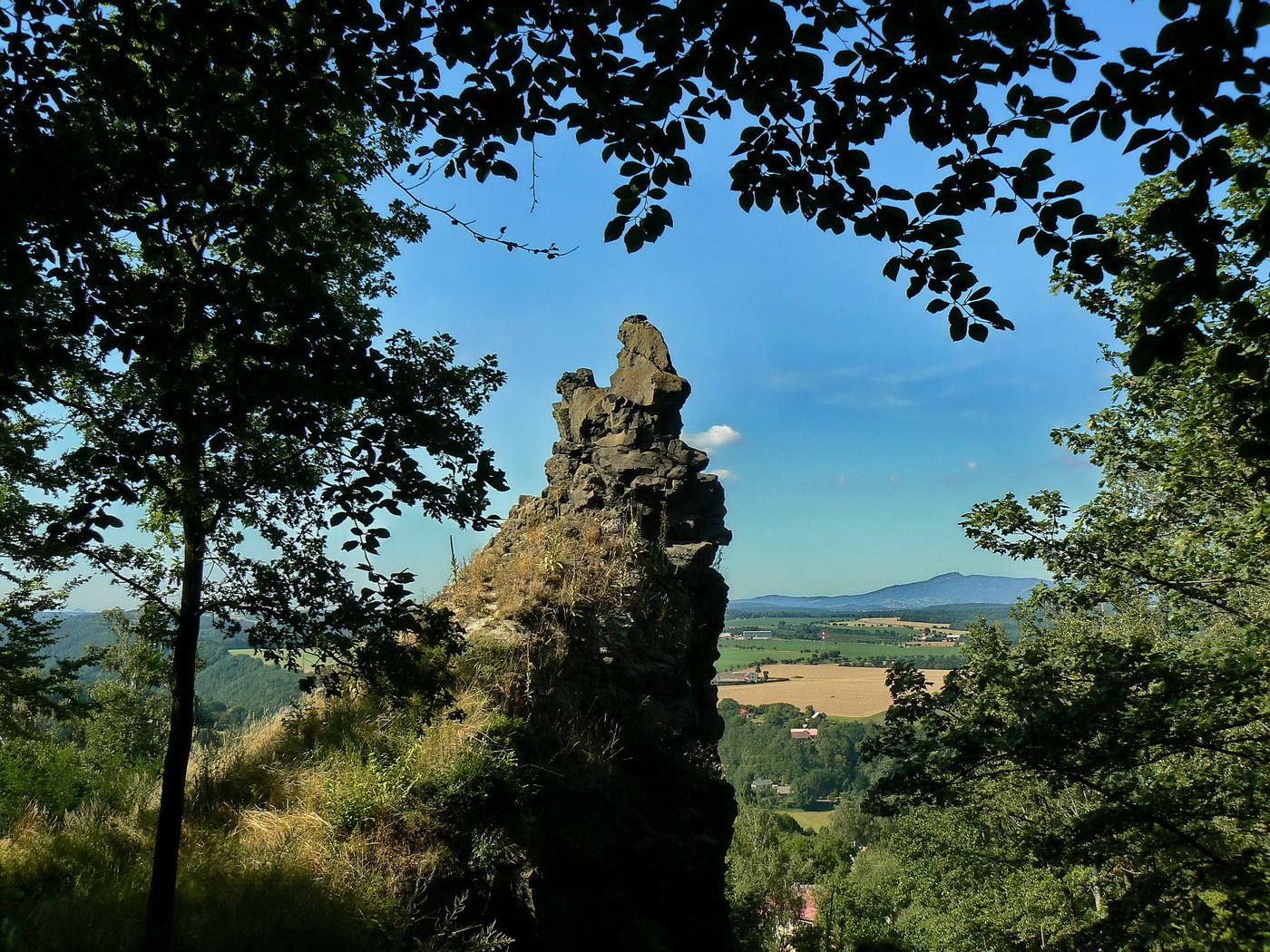
Skalní suk Káčov, v dáli Ještěd

Botanická inventarizace zjistila 60 druhů vyšších rostlin např. písečnice douškolistá (Arenaria serpyllifolia), pelyněk ladní (Artemisia campestris), řepík lékařský (Agrimonia eupatoria) aj., zoologický průzkum prokázal 17 druhů brouků včetně ohroženého druhu (Carabus ullrichi ullrichi) a 29 druhů motýlů. Ornitologický průzkum z roku 2000 zjistil 17 druhů pěvců a 2 druhy nepěvců káně lesní (Buteo buteo), strakapoud velký (Dendrocopos major). Zcela výjimečně v oblasti hnízdí rehek domácí (Phoenicurus ochruros).

## Historie ochrany lokality
Chráněné území na Káčově má bohatou tradici. Již v roce 1950 byla zřízena přírodní rezervace Káčov obsahující mnohem větší území, avšak vyjma území budoucí přírodní památky. I přes svůj přírodovědný význam byla rezervace v roce 1965 zrušena. Mezitím roku 1953 ale vznikla dosavadní přírodní památka Vrch Káčov. Zajímavostí je, že již roku 1925 přidělil Státní pozemkový úřad v Praze vrch Káčov katastru obce Sychrov do správy odboru Klubu českých turistů v Mnichově Hradišti. Jedná se tedy svým způsobem o jednu z nejstarších rezervací v České republice.